# Cephalodella balatonica
Cephalodella balatonica är en hjuldjursart som beskrevs av Zsuga 1996. Cephalodella balatonica ingår i släktet Cephalodella och familjen Notommatidae. Inga underarter finns listade i Catalogue of Life.